# 이예랑 (기업인)
이예랑(1979년 ~ )은 대한민국의 라디오 진행자 출신 스포츠 에이전트이다.

## 경력
- 라디오 오디션 국민DJ를 찾습니다 우승
- 리코스포츠에이전시 CEO